# Valerio Cioli
Valerio Cioli, Cigoli o Giogoli (Settignano, 1529 – Florencia, 1599) fue un escultor italiano de época manierista.

## Obra
Su obra más famosa es la Fontana del Bacchino del  Giardino di Boboli, cerca de la entrada de la piazza Pitti de Florencia. Representa a un bufón de la corte de Cosme I de Médici, irónicamente llamado nano Morgante (por Morgante, el gigante del poema de Luigi Pulci), desnudo y sentado sobre una tortuga como un Baco ebrio. En el mismo jardín se hallan otras dos obras de Cioli en colaboración con Giovanni Simone Cioli: el Uomo che vanga ("hombre que cava") y el Uomo che scarica il secchio in un tino ("hombre que vacía el cubo en una tina).
Otras obras de Valerio Cioli son Sátiro con frasco (en el Museo del Bargello) y la alegoría de la Escultura de la tumba de Miguel Ángel en la Basílica de Santa Croce de Florencia.
En 1583 intervino en la adquisición de los Luchadores por la familia Médici.

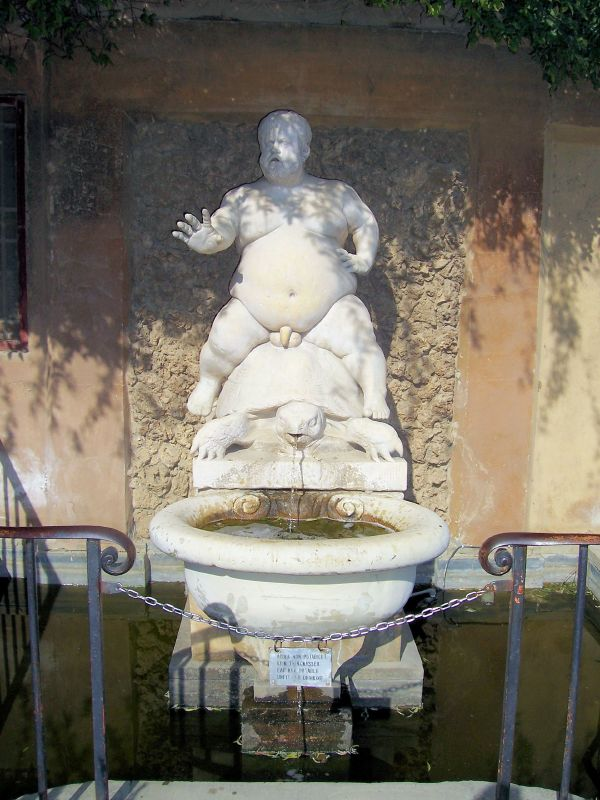
Fontana del Bacchino, Boboli, Florencia.
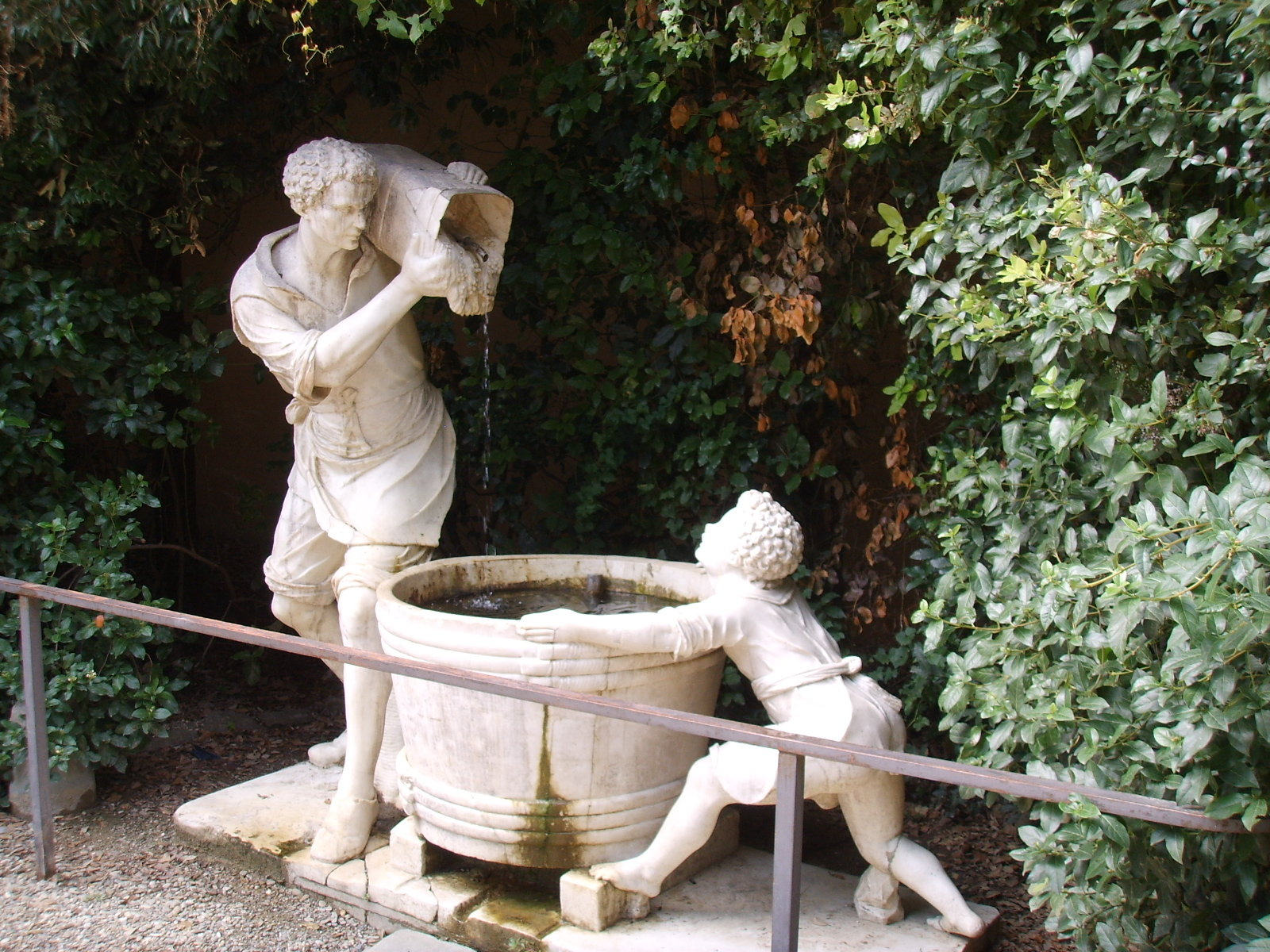
Fontana dell'Uomo che scarica il secchio in un tino, Boboli.
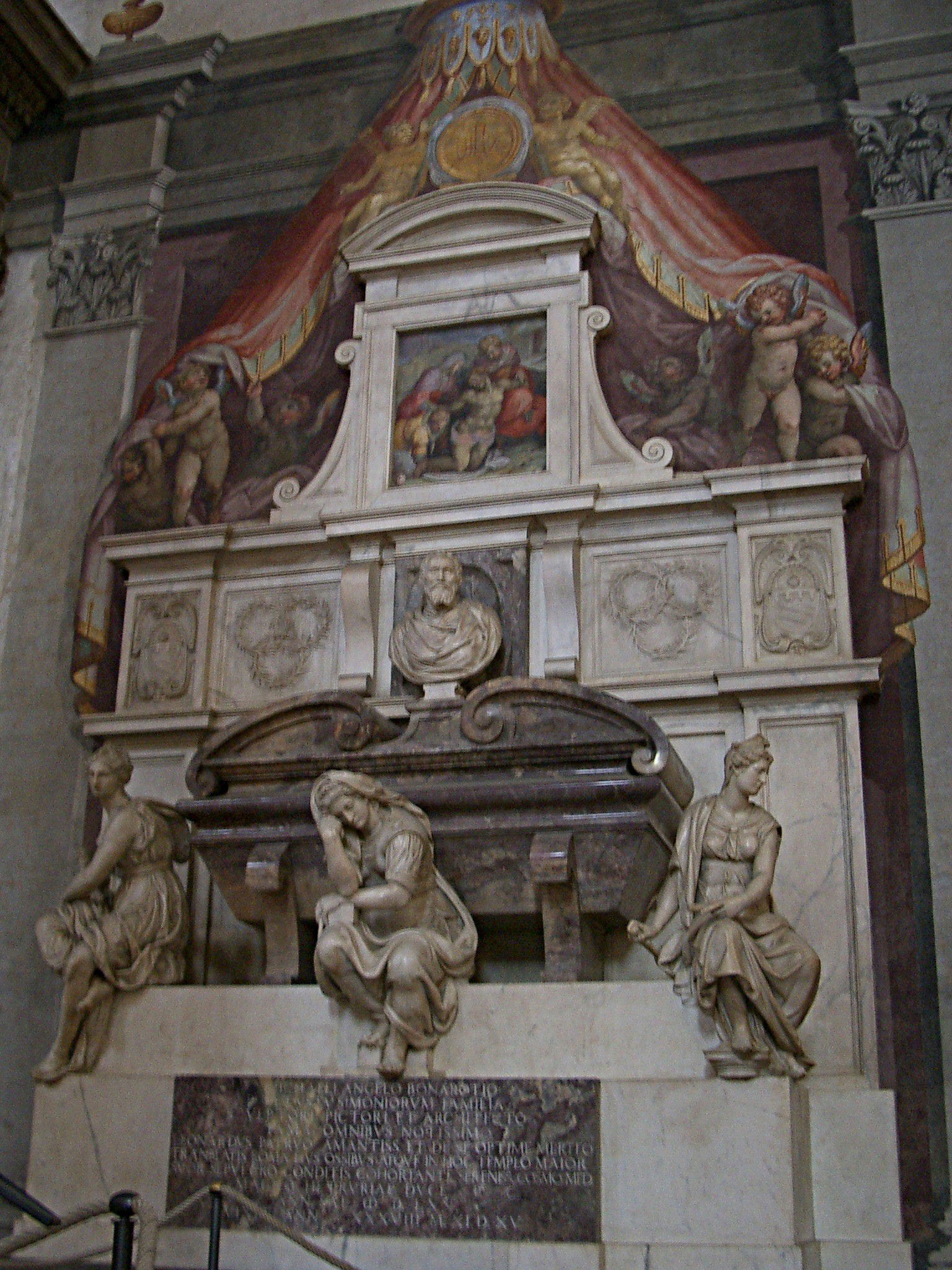
Tumba de Miguel Ángel.